# 14 Irene
För andra betydelser, se Irene (olika betydelser).
14 Irene (också betecknad som A906 QC, A913 EA och 1952 TM) är en stor asteroid. 14 Irene var den 14:de asteroiden som upptäcktes och den upptäcktes av den brittiske astronomen John Russell Hind den 19 maj 1851 i London. Detta var den fjärde asteroiden som han upptäckte. Irene är uppkallad efter Eirene, fredens gudinna i den grekiska mytologin.
Man har observerat ockultationer av stjärnor minst 4 gånger.
De första upptäckta asteroiderna fick inte bara ett namn utan också en symbol. Symbolen för Irene skulle komma att vara en duva med en olivkvist. Men symbolen kom aldrig att komma till användning och ritades aldrig.
Man har sökt efter en måne men inte funnit någon som är större än cirka 40 km i diameter inom ett avstånd av upp till 6 000 km från Irene.